# سیارک ۶۳۷۶
سیارک ۶۳۷۶ (به انگلیسی: 6376 Schamp، نامگذاری:1987KD1) شش هزار و سیصد و هفتاد و ششمین سیارک کشف شده‌است که در ۲۹ مه ۱۹۸۷ کشف شد.
قدر مطلق سیارک برابر ۱۲٫۸۰ است.